# HMS Ambuscade (1926)
HMS Ambusсade (Э́мбьюскейд) — экспериментальный эсминец, заказанный для ВМС Великобритании в 1924 году фирме «Ярроу» для оценки ряда новшеств; спроектирован с учётом опыта Первой мировой войны. Долго использовался в роли опытового судна, так как, в силу своей исключительности, и мало подходил для повседневной службы. Продан на слом в 1946 году. Разобран в 1947 году.

## История создания
После достройки эсминцев, заложенных ещё во время Первой мировой войны, в английском флоте долго не закладывались эсминцы. Снова к постройке эсминцев вернулись в 1924 году, заказав два опытовых корабля. На основании результатов их испытаний планировалось уточнить элементы будущих серийных эсминцев британского флота. Размещению заказа предшествовали теоретические исследования на опыте Первой мировой войны, с целью выработки требований, предъявляемых к кораблям этого класса. Разработку проектов экспериментальных кораблей поручили частным верфям, сообщив им те тактико-технические требования, которым должны были удовлетворять эти корабли. Оговаривалось обязательное выполнение ряда условий по составу вооружения, скорости хода, мореходности и обитаемости. При том же вооружении, что и на кораблях типа «Модифицированный W», экспериментальные эсминцы должны были превосходить по полному ходу на два — три узла (37 против 34-35), иметь бо́льшую высоту надводного борта (2,6 против 1,9 м) и более просторный цельнометаллический мостик.
Заказ на строительство прототипов выиграли Торникрофт и Ярроу, на тот момент признанные мировые лидеры в области строительства эсминцев. Фирмы получили полную свободу в проектировании. Главные механизмы состояли из турбин высокого давления и крейсерского хода фирмы «Броун Кёртис»; низкого давления фирмы «Парсонса». На кораблях стояли котлы Ярроу треугольного типа. Все надстройки выполнили из стали. Турбины крейсерского и заднего хода были спроектированы в отдельных корпусах. Если турбины эсминцев практически не различались между собой, то исполнение котлов «Амазона» и «Эмбэскейда» имело ряд индивидуальных отличий. Инженеры Ярроу в своем проекте пошли на повышение давления пара до 21 кг/см² (у типа «W» давление 17,5-18,5 кг/см²), в то время как Торникрофт, не повышая давления, применил перегрев пара. Общее расположение жилых помещений значительно улучшилось, и было приспособлено к увеличенному радиусу действия и плаванию в тропиках. Оба корабля вошли в кораблестроительную программу 1924-25 годов. Стоимость постройки составила для «Amazon» — 319 400 £, «Ambuscade» — 326 600 £. Согласно Марчу, котлы «Амазона» имели давление 260 фунтов на квадратный дюйм (17,7 атм.) при температуре перегрева 150 °F (83 °C), а котлы «Эмбэскейда» имели давление 290 фунтов на квадратный дюйм (19,7 атм.) при температуре перегрева 200 °F (111 °C).
Прототипы оказались успешными и были достаточно близки по своим элементам, Ярроу смог решить поставленную задачу, уложившись в меньшее водоизмещение, и, благодаря этому, обошёлся ЭУ меньшей мощности. «Амазон» Торникрофта при большем на 200 тонн водоизмещении оказался дешевле соперника почти на 8000 фунтов стерлингов. К тому же, за счёт больших размеров, он слегка выигрывал в мореходности. На шестичасовых испытаниях оба корабля превзошли контрактную скорость.
Победителем в соревновании был признан проект Торникрофта, послуживший образцом для эсминцев, строившихся по программе 1927 года. Однако, ЭМ «Ambuscade» послужил прототипом для португальских ЭМ типа «Лима» и голландских ЭМ типа «Адмирален», проекты которых разрабатывала фирма Ярроу.

## Конструкция
Проектировался как улучшенный тип «W», со скоростью 37 узлов, вооружение должно было состоять из 4 120-мм орудий Mk.I,

### Архитектурный облик

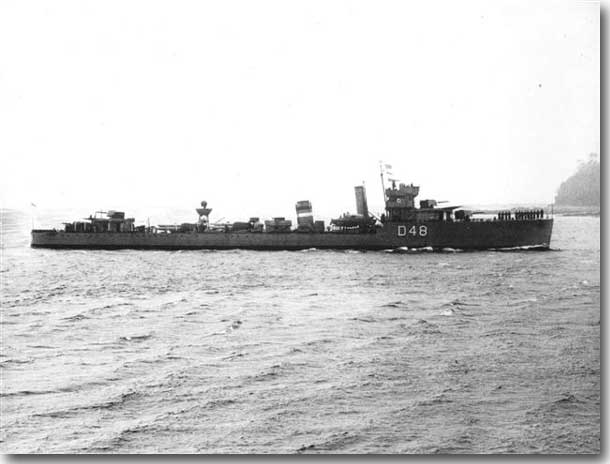
«Вендетта» в бухте

Внешний вид, за небольшими отличиями, повторял тип «W».

### Энергетическая установка

#### Главная энергетическая установка
Три котла Ярроу. Турбины высокого давления и крейсерского хода «Броун Кёртис», низкого давления «Парсонс». Турбины и редуктор составляли турбозубчатый агрегат. Размещение ГЭУ — линейное. Котлы размещались в изолированных отсеках, турбины — в общем машинном отделении, при этом были отделены от турбин водонепроницаемой переборкой.
Рабочее давление пара — 21 кгс/см² (20,7 атм.).
Проектная мощность составляла 35 500(32 000) л. с., что должно было обеспечить скорость хода (при полной нагрузке) в 33,75 узла при частоте вращения 475 об/мин.

#### Дальность плавания и скорость хода
Максимальная проектная скорость 37 узлов. На испытаниях «Эмбэскейд» развил 36,88 узла при водоизмещении 1357 дл. тонн.
Максимальная скорость составила 37,19 узла при мощности 32 795 л. с.
Запас топлива хранился в топливных танках, вмещавших 385 дл. т(391 т) мазута, что обеспечивало дальность плавания 3310 миль 15-узловым ходом.

### Вооружение
На эсминец установили четыре 120-мм орудия BL Mark I с длиной ствола 45 калибров в установках CP.Mk.VI. Максимальный угол возвышения 30°, снижения 10°. Масса снаряда 22,7 кг, начальная скорость 807 м/с. Система управления огнем, три дальномера с базой 2,75 м. Боезапас включал в себя 190 выстрелов на ствол.

#### Зенитное вооружение
Зенитное вооружение составляли пара 40-мм/40 «пом-пома».

#### Торпедное вооружение
Торпедное вооружение включало в себя два 533-мм трехтрубных торпедных аппарата QR.III.

#### Противолодочное вооружение
Противолодочное вооружение состояло из трёх бомбосбрасывателей (два бомбосбрасывателя и два бомбомёта) и пятнадцати глубинных бомб.

## Служба и модернизации

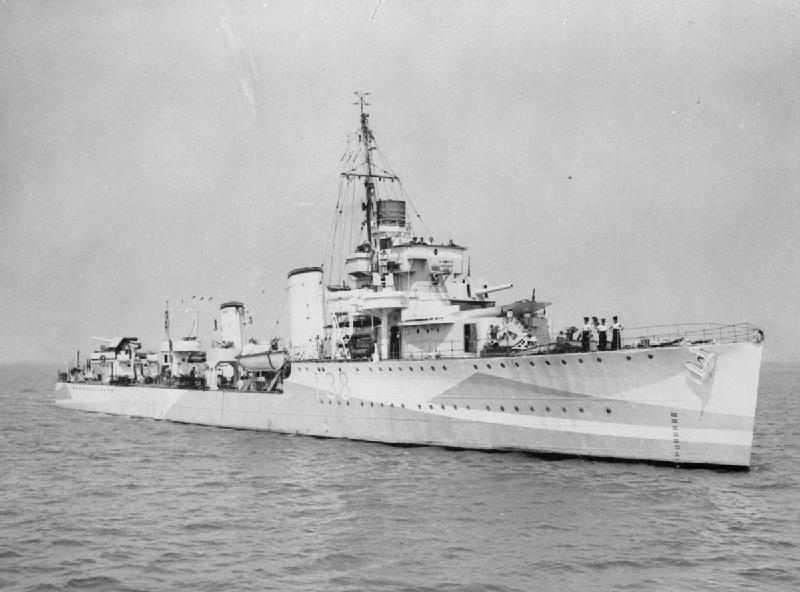
HMS Ambuscade во время Второй мировой войны

До начала второй мировой войны не модернизировался. После её начала демонтировали кормовой торпедный аппарат, установили одно 76-мм зенитное орудие. В 1939—1940 годах ремонт в Портсмуте. В июне 1940 года действовал у побережья Северной Франции, повреждён огнём береговой батареи, затем был в составе 3-й эскортной группы. В 1942 году перестроили в эскортный миноносец, орудие «А» и «Y» демонтировали. На месте первого был установлен «Хеджехог». Появился радиолокатор типа 286Р (обнаружение надводных и воздушных целей). Демонтирован КДП, вместо него установлена радиолокационная станция типа 271 (обнаружение воздушных целей). В июле 1943 года демонтирован «Хеджехог», вместо него установлен прототип «Скуид». Также пришлось убрать с корабля носовой торпедный аппарат, 76-мм орудие и уложить 65 тонн балласта. Демонтированы 40-мм, вместо них установлены 4 20-мм (одноствольные) орудия. С 1943 года корабль—цель для морской авиации. В 1946 году являлся опытовым судном для испытания воздействия взрывов, затем передан на слом. Работы по разборке начаты в марте 1947 года.

## Использованная литература и источники
- О. А. Рубанов. Эскадренные миноносцы Англии во второй мировой войне. — СПб., 2004. — 72 с. — (БОЕВЫЕ КОРАБЛИ МИРА).
- Грановский Е., Дашьян А., Морозов М. Британские эсминцы в бою. Часть 2 / под ред. М. Э. Морозова. — М.: ЧеРо, 1997. — 48 с илл. с. — (Ретроспектива войны на море). — 1000 экз. — ISBN 5-88711-052-X.
- С.В. Патянин. Корабли Второй Мировой: ВМС государств Латинской Америки и Азии. — Морская компания, 2008, №4.
- Дашьян А. В. Корабли Второй мировой войны. ВМС Великобритании. Часть 2. — М.: Моделист-Конструктор, 2003. — (Морская Коллекция № 5).
- Conway's All The Worlds Fighting Ships, 1922—1946 / Gray, Randal (ed.). — London: Conway Maritime Press, 1980. — 456 p. — ISBN 0-85177-1467.
- English, John. Amazon to Ivanhoe: British Standard Destroyers of the 1930s. — Kendal: World Ship Society, 1993. — 144 p. — ISBN 0-905617-64-9.